# Dragon Ball Heroes
Dragon Ball Heroes (ドラゴンボールヒーローズ, Doragon bōru hirozu, littéralement « Dragon Ball Heroes ») est un jeu vidéo d’arcade sorti le 11 novembre 2010 au Japon. Il est basé sur l’univers de Dragon Ball. Un portage du jeu sur Nintendo 3DS, nommé Dragon Ball Heroes : Ultimate Mission, est sorti le 28 février 2013 au Japon.

## Trame

### Synopsis
Une bande-annonce du jeu nous montre un jeune garçon qui court vers une borne d’arcade pour y insérer une carte de la Capsule Corporation, et se voit ensuite transporté à l’intérieur du jeu. À sa grande surprise, il verra qu’il ressemble à un Saiyan et il fera la rencontre de Trunks et de Son Goku en Super Saiyan ainsi que de deux autres personnages, l’un ressemblant à C-17 et l’autre à Vegeta avec les cheveux aussi longs que Raditz et un air de Broly. Ensemble, ils combattront Cell et les Cell Junior et il se verra doté de la capacité de réaliser un Kamé Hamé Ha.

### Personnages

#### Avatars
Tous les avatars (sauf Akina) possèdent 6 états plus ou moins liés à leurs transformations : « Basique », « Classe Super », « Classe Ultime », « Classe Divine », « Classe Super Divine », « Classe Divine Ultime »